# Космодром Плесецк
Космодром Плесецк (рус. Космодром Плесецк) је руски космодром лоциран у Архангелској области, Русија, око 800 км сјеверно од Москве и 200 км јужно од Архангелска.
Плесецк космодром се нарочито користи за лансирање војних вјештачких сателита који се постављају у орбите високе инклинације, укључујући поларне. Положај је погодан и стога што је терен сјеверно од космодрома ненасељени субполарни и поларни терен.
Тренутно ракете Сојуз, Космос, Молнија, Рокот и Циклон се лансирају из Плесецка. Протон и Зенит се лансирају само са Бајконура.